# Pteranodontidae
Čeleď Pteranodontidae je skupinou velkých pterodaktyloidních ptakoještěrů z křídového období, žijících na území současné Severní Ameriky. 

## Charakteristika
Mnozí pteranodontidi vykazují přítomnost výrazných lebečních hřebenů, které snad mohly sloužit jako rozpoznávací ozdoba i jako "směrovací kormidlo" při letu. Největší hřeben byl přítomen u samotného populárního rodu Pteranodon. Význačným rysem skupiny je poměrně krátké a drobné tělo a naopak mohutný bezzubý zobák.
Synonymem pro tuto čeleď je zastaralý název Ornithostomatidae (Williston, 1893).
V roce 2020 byl oznámen objev pteranodontoidního ptakoještěra z Brazílie (souvrství Romualdo, geologický věk apt až alb, asi před 113 miliony let). Tento exemplář dosahoval obřích rozměrů, rozpětí jeho křídel činilo asi 7,6 metru. Fosilie zástupce této čeledi byly objeveny také na území Ruska. V září roku 2022 byla publikována popisná studie nového zástupce kladu Pteranodontia, kterým je druh Epapatelo otyikokolo, objevený na území afrického státu Angola.
Podle některých fylogenetických analýz náležel do této čeledi také český ptakoještěr Cretornis hlavaci.
Podle některých výzkumů byli obří ptakoještěři velmi efektivními letci, schopnými urazit vcelku až kolem 16 000 kilometrů, a to při průměrné rychlosti asi 130 km/h po dobu 7 až 10 dnů (což se však týká spíše rodu Quetzalcoatlus a některých dalších azhdarchidů).

## Zástupci čeledi
- ?Bogolubovia
- ?Muzquizopteryx
- ?Nyctosaurus
- Ornithostoma
- Pteranodon
- Tethydraco
- ?Volgadraco[6]